# دهستان اسفندار
اسفندار یا اسفندآباد نام دهستانی است که در بخش بهمن شهرستان ابرکوه در استان یزد واقع شده‌است. جمعیت این دهستان ۳۸۲۴ نفر بوده که حدود ۷۱ درصد آن را باسوادان تشکیل می‌دهند. اسفندار در نزدیکی کویر ابرکوه از سمت جنوب غربی واقع شده‌است و دسترسی آن به آبادی‌ها و شهرستان‌های اطراف از طریق راه‌های خاکی و آسفالته میسر است.

## تقسیمات کشوری
اسفندار دارای آبادی‌هایی به نام‌های زیر است:
- حشمت آباد
- هارونی
- همت آباد
- اسفندآباد
- اسدآباد
- تقی آباد
- خضرآباد اعتمادی
- خرم آباد
- رحمت آباد
- و تعدادی آبادی کوچک دیگر که عمدتاً دارای ۳ خانوار یا کمتر هستند و به نام صاحبان آن نامگذاری شده‌است و دسترسی به آن از طریق راه‌های آسفالته‌است.